# Selecció d'handbol de Montenegro
La selecció masculina d'handbol de Montenegro representa Montenegro a les competicions internacionals d'handbol. L'equip nacional masculí es va constituir l'any 2006, poc després que el país aconseguís la seva independència.
La seva millor classificació en un gran torneig fou l'onzè lloc aconseguit en el Campionat d'Europa d'Hongria i Eslovàquia de 2022.

## Historial

### Campionat del Món
| Edició | Any  | Seu                 | Posició          |
| ------ | ---- | ------------------- | ---------------- |
| XX     | 2007 | Alemanya            | No va participar |
| XXI    | 2009 | Croàcia             | No va participar |
| XXII   | 2011 | Suècia              | No va participar |
| XXIII  | 2013 | Espanya             | 22a posició      |
| XXIV   | 2015 | Qatar               | No va participar |
| XXV    | 2017 | França              | No va participar |
| XXVI   | 2019 | Dinamarca, Alemanya | No va participar |
| XXVII  | 2021 | Egipte              | No va participar |
| XXVIII | 2023 | Polònia, Suècia     | 18a posició      |

### Campionat d'Europa
| Edició | Any  | Seu                      | Posició          |
| ------ | ---- | ------------------------ | ---------------- |
| VIII   | 2008 | Noruega                  | 12a posició      |
| IX     | 2010 | Àustria                  | No va participar |
| X      | 2012 | Sèrbia                   | No va participar |
| XI     | 2014 | Dinamarca                | 16a posició      |
| XII    | 2016 | Polònia                  | 16a posició      |
| XIII   | 2018 | Croàcia                  | 16a posició      |
| XIV    | 2020 | Àustria, Noruega, Suècia | 18a posició      |
| XV     | 2022 | Hongria, Eslovàquia      | 11a posició      |
| XVI    | 2024 | Alemanya                 |                  |